# Здравко Поповски
Здравко Милош Поповски (на македонска литературна норма: Здравко Милош Поповски) е офицер, генерал-майор от Северна Македония.

## Биография
Роден е на 16 август 1955 година в Карловац, тогава в Югославия, днес в Република Хърватия в семейството на военен. Завършва основно образование в родния си град и гимназия в Скопие. През 1981 г. завършва пехотен профил във Военната академия на Сухопътните войски на ЮНА в Белград. От 1981 до 1982 г. е командир на взвод в Битоля. Между 1982 и 1986 г. е командир на рота пак там. В периода 1987 – 1990 г. е началник на сигурността на бригада. От 1990 до 1991 г. е офицер в контраразузнавателна група на корпус в Прищина. След това до 1992 г. учи в Команднощабната школа на Старшия училищен център на въоръжените сили на СФРЮ в Белград. През 1992 г. влиза в армията на Република Македония и е назначен за офицер по сигурността във втори армейски корпус в Битоля. От 1993 до 1994 г. е старши съветник по оперативната дейност на контраразузнаването в Службата по сигурност и разузнаване. В периода 1994 – 1998 г. е командир на трети граничен батальон. През 1996 г. завършва Военната академия „Михайло Апостолски“ в Скопие, а през 2000 г. Висшия военен колеж на Сухопътните войски на САЩ в Пенсилвания като магистър по стратегически изследвания. Между 1998 и 2000 г. е началник на отдел в дирекция за военни представителства и международно сътрудничество. От 2000 до 2001 г. е командир на бригада в Кичево. От 2001 до 2002 г. началник на Управлението за доктрини и модернизация в Сектор за международно сътрудничество в Г-3 на Генералния щаб на армията на Република Македония. Между 2002 и 2003 г. е началник на Управлението за междуармейско сътрудничество в армията на Република Македония. През 2003 г. е изпратен в Централното командване на САЩ (CENTCOM) в Тампа, Флорида като старши национален представител на армията на Република Македония. От 2003 до 2004 г. е адютант на Върховния командир на въоръжените сили на Република Македония (президента). В периода 2004 – 2009 г. е началник на военното представителство в мисията на Република Македония в НАТО и същевременно и военен представител в евроатлантическия военен комитет на НАТО и Военния комитет на Европейския съюз в Брюксел. Между 2009 и 2011 г. е държавен съветник по присъединяването към НАТО. Между 14 юли 2011 и 20 септември 2013 г. е командир на многонационална бригада „Югоизточна Европа“ (SEEBRIG), дислоцирана в Лариса. След това до 2014 г. отново е държавен съветник по присъединяването към НАТО. Излиза в запаса през 2014 г..

## Военни звания
- Подпоручик (1981)
- Поручик (1982)
- Капитан (1985)
- Капитан 1 клас (1989)
- Майор (1993)
- Подполковник (1997)
- Полковник (2001), извънредно
- Бригаден генерал (2006)

## Награди
- Медал 40 години ЮНА, 1981 година;
- Медал на труда, 1985 година;
- Медал 50 години ЮНА, 1991 година;
- Медал за постижения – SEEBRIG, 2013 година
- Плакет от председателя на Военния комитет на НАТО
- Сребърна значка за дългогодишна служба в Армията на Република Македония